# Mit 66 Jahren
Mit 66 Jahren ist ein Lied des österreichischen Sängers Udo Jürgens aus dem Jahr 1977 zu einem Text von Wolfgang Hofer.
Es wurde von Joachim Heider produziert und handelt davon, dass im Renteneintrittsalter das Leben weitergeht und so wörtlich „noch lange nicht Schluss“ ist.
Der Song wurde im Dezember 1977 von Ariola in Deutschland als Singleauskopplung seines Albums Lieder, die auf Reisen gehen veröffentlicht. Das Lied ist 3:38 Minuten lang. In Deutschland platzierte sich das Lied auf Platz 23 und war insgesamt 15 Wochen in den Charts vertreten. In Österreich und in der Schweiz konnte es sich nicht platzieren.
Rechtzeitig vor dem (66.) Geburtstag von Jürgens und vor seiner 100-Stationen-Tournee 2000/2001 erschienen am 18. September 2000 eine CD (Ariola 74321750722) und eine MC mit demselben Titel „Mit 66 Jahren : (Was wichtig ist...)“. Das titelgebende Lied wurde, wie insgesamt 11 der 18 Lieder, 2000 neu aufgenommen und ist das erste auf der Liste der Musikstücke.

## Titelliste der Single
7″-Single
1. Mit 66 Jahren (3:38)
2. Mr. Einsamkeit (3:20)

## Coverversionen
Das Lied wurde mehrfach gecovert in andere Sprachen übertragen.
1. 1978: Franklin Kennedy – Na 66 jaren (niederländisch)
2. 1983: Wencke Myhre – Når jeg blir 66 (norwegisch)
3. 2014: Chris de Burgh – Life begins at 66 (englisch)

Daneben existieren auch Coverversionen der deutschsprachigen Version von Roland Kaiser (2019) und David Hasselhoff (deutsch und englisch). Wencke Myhre hat auch gemischt deutsche und norwegische Versionen des Liedes gesungen. Im Rahmen der Fernsehsendung „Hvert gang vi møtes“, dem norwegischen Analogon von Sing meinen Song – Das Tauschkonzert wurde die norwegische Version von Jørn Hoel in einer Hardrockversion gesungen.